# NGC 353
NGC 353 (również PGC 3714 lub UGC 641) – galaktyka spiralna z poprzeczką (SBa), znajdująca się w gwiazdozbiorze Wieloryba. Odkrył ją Lewis A. Swift 10 listopada 1885 roku.